# Atractus duidensis
Atractus duidensis е вид змия от семейство Смокообразни (Colubridae). Видът не е застрашен от изчезване.

## Разпространение
Разпространен е във Венецуела и Колумбия.